# Microsoft Office Picture Manager
Microsoft Office Picture Manager или Диспетчер рисунков — устаревшая многофункциональная программа для редактирования и просмотра фотографий, созданная корпорацией Майкрософт, и входившая в состав Microsoft Office 2003, 2007. Программа по интерфейсу в последних версиях пакета не изменилась, и разработка была прекращена из-за не популярности.

## Обзор
От других программ сама программа ничем не отличается, но есть возможность:
- Корректировки цвета
- Перевернуть изображение
- Изменение цвета
- Изменение контрастности
- Сжатие изображения
- Изменение представления фотографий (Плитка, Только изображение, Изображение и описание)
- Категоризации изображений

## Аналоги
- Paint
- Windows Photo Viewer
- Photoshop